# Нижегородский рабочий
Нижегоро́дский рабо́чий (с 7 октября 1932 по 22 октября 1990 — Го́рьковский рабо́чий) — советская ежедневная вечерняя и российская еженедельная общественная городская газета. Выходит с 1932 года в Нижнем Новгороде. По оценке ФОМ является одной из трёх самых популярных газет в городе.

## История
Создана 20 марта 1932 года. 19 апреля было утверждено название «Нижегородский рабочий». 1 мая вышел первый номер издания. В августе 1932 года газета стало ежедневной.
В 1950-е годы газета стала официальным изданием Горьковского обкома КПСС и Горьковского городского совета депутатов трудящихся.
В 1970—1980-е годы тираж издания составил более 100000 экземпляров.
Газета освещала на своих страницах деятельность Горьковского металлургического завода.
В постсоветское время учредителями газеты выступили Городская дума и мэрия Нижнего Новгорода и она стала выходить 5 раз в неделю.
В 1999 году газета стал выходить в полном цвете, а тираж составлял 28—35 тысяч. В том же году ЗАО «Ежедневная городская газета „Нижегородский рабочий“» было приобретено «Интермедиагрупп» (ИМГ) (на 85 % принадлежит федеральной издательской группе «Ашет Филипаки Шкулев»). В дальнейшем ИМГ принадлежало 51,55 % уставного капитала, а 45,52 % находились в собственности норвежского медиахолдинга A-pressen.
В 2006 году оборот издания составил около 20 миллионов рублей.
В 2007 году, в ходе сделки с ИМГ и A-pressen, владельцем 97,07 % уставного капитала издания стал генеральный директор телекомпании «Сети НН» Андрей Черемисинов.
В 2010 году у газеты возникли финансовые сложности.
С января 2014 года выходит еженедельно на 40 страницах.

## Главные редакторы
- Марк Ашкенази (до 1938)[7]
- Георгий Рабков (1999)[8]
- Андрей Павлович Чугунов (до сентября-октября 2003)[9]
- Игорь Поняев (врио с сентября-октября 2003)[9][10]
- Татьяна Вениаминовна Постникова (до мая 2009)[11]
- Екатерина Николаевна Воронкова (май 2009 г. — январь 2012 г.)[11]
- Динова Виктория Юрьевна (январь 2012 — октябрь 2012)
- Андрей Павлович Чугунов (октябрь 2012 — январь 2016)[12]
- Булгакова Марина Геннадьевна (январь 2016 — по наст. время)

## Судебные процессы
Газета выступала ответчиком по иску компании ОАО «Редокс» в связи со статьёй журналиста Ирины Славиной (Мурахтаевой) «Большой обман за ваши деньги», утверждавшей, что при продвижении продукции фирмы под названием «электрические витамины» использовались псевдонаучные понятия и термины, вводившие в заблуждение покупателей.
В 2005—2010 годы в газете работал внештатным корреспондентом краевед-некрополист, лингвист-полиглот, переводчик, журналист и составитель словарей Анатолий Москвин, уволенный из газеты и затем привлекавший её главного редактора к суду по гражданскому иску. Проиграв это дело, Москвин на протяжении всего 2011 года осквернял краской мусульманские могилы; в 2013 году обнаружилось, что Москвин держал в квартире 26 мумий, сделанных из выкопанных трупов девочек.

## Интересные факты
Б. Е. Немцов, работая физиком, выступил в газете с открытым письмом (первым в своей жизни) против строительства Горьковской станции теплоснабжения.